# Coenochilus carinatus
Coenochilus carinatus är en skalbaggsart som beskrevs av Oliver Erichson Janson 1911. Coenochilus carinatus ingår i släktet Coenochilus och familjen Cetoniidae. Inga underarter finns listade i Catalogue of Life.